# Löchgau
Löchgau è un comune tedesco di 5 326 abitanti, situato nel land del Baden-Württemberg.